# Karen Morley
Karen Morley, pseudonimo di Mildred Linton (Ottumwa, 12 dicembre 1909 – Woodland Hills, 8 marzo 2003), è stata un'attrice statunitense.

## Biografia
Nata Mildred Linton, fino all'età di 13 anni visse nella natia Ottumwa (Iowa). Trasferitasi in California, frequentò la Hollywood High School e più tardi si laureò all'Università della California, Los Angeles (UCLA).
All'inizio degli anni trenta, dopo aver lavorato per la compagnia teatrale Pasadena Playhouse, la Morley fu notata dal regista Clarence Brown, alla ricerca di un'attrice che facesse le veci di Greta Garbo durante le riprese di alcuni screen test. La Morley ottenne un contratto con la MGM e apparve in alcuni celebri film come Mata Hari (1931), interpretato proprio dalla Garbo, Scarface - Lo sfregiato (1932), accanto a Paul Muni, La maschera di Fu Manchu (1932), al fianco di Boris Karloff, e la commedia brillante Pranzo alle otto (1933), interpretata da John Barrymore e Jean Harlow.
Nel 1934, in seguito a dispute contrattuali, la Morley lasciò la MGM e proseguì la carriera come attrice free lance. Il suo primo ruolo in tale veste fu quello di Mary Sims nel film Nostro pane quotidiano, storia di una coppia di coniugi che, durante la crisi del 1929, torna alla vita rurale e contribuisce a salvare una comunità insegnando agli abitanti a portare l'acqua ai campi di frumento compromessi dalla siccità. Altri ruoli di rilievo furono quelli di Anna Novak in Black Fury (1935) di Michael Curtiz, ancora al fianco di Paul Muni, e di Mrs. Cary ne La piccola ribelle (1936), in cui apparve accanto alla piccola Shirley Temple.
Senza il supporto di uno studio cinematografico alle spalle, nella seconda metà degli anni trenta le apparizioni cinematografiche della Morley si fecero sempre meno frequenti. Ebbe ancora una notevole occasione con il ruolo di Charlotte Lucas, moglie di Mr. Collins (Melville Cooper) in Orgoglio e pregiudizio (1940), ma la sua carriera non ebbe nuovo impulso, malgrado il successo di pubblico e critica ottenuto dalla pellicola. L'attrice si rivolse al teatro e nei primi anni quaranta fece diversi apparizioni a Broadway, tra le quali quella nel ruolo di Gerda in The Walrus and the Carpenter.

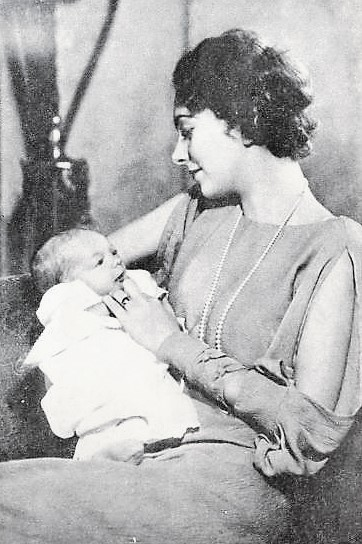
Con il figlio Michael Vidor nel 1933

Nel 1947, anno in cui partecipò al film giallo Il cerchio si chiude, accanto a Glenn Ford, la carriera della Morley ebbe un'altra battuta d'arresto, quando l'attrice fu chiamata a testimoniare davanti alla Commissione per le attività antiamericane (HUAC) e rifiutò di rispondere in merito ai suoi legami con il Partito Comunista degli Stati Uniti d'America. L'episodio compromise ulteriormente il prosieguo della sua attività nel mondo del cinema: la Morley apparirà in seguito soltanto in tre film, Sansone e Dalila (1949), in un ruolo non accreditato, M (1951) di Joseph Losey, e il western Pistole infallibili, girato nel 1965.
Malgrado il boicottaggio da parte delle case cinematografiche, l'attrice mantenne l'attivismo politico, e nel 1954 tentò la corsa per una carica al Governatorato dello Stato di New York, ma senza successo. Solo nei primi anni settanta tentò un breve rilancio artistico, lavorando per il piccolo schermo e partecipando a tre serie televisive di grande successo all'epoca, Kung Fu (1973), Kojak (1973) e Pepper Anderson agente speciale (1975).
Nel 1993 apparve nel documentario The Great Depression, nel quale descrisse la sua esperienza durante la lavorazione del film Nostro pane quotidiano, soffermandosi sui temi della povertà e del disagio sociale, da lei osservati da un punto di vista privilegiato quale star di Hollywood. Nel 1999, all'età di 90 anni, apparve sul magazine Vanity Fair, in un articolo dedicato agli artisti cinematografici finiti sulla Black List all'epoca del Maccartismo e della conseguente caccia alle streghe nel mondo del cinema, e ancora viventi.
Nel 1932 la Morley aveva sposato in prime nozze il regista Charles Vidor, conosciuto sul set del film Man About Town, in cui l'attrice era protagonista e Vidor co-regista. Malgrado la nascita di un figlio, Michael Karoly (nato nel 1933), la coppia divorziò nel 1943.
Dal secondo matrimonio con l'attore Leigh Gough, la Morley ebbe un altro figlio. L'unione durò fino alla morte di Gough, avvenuta nel 1984. L'attrice visse i suoi ultimi anni a Santa Monica (California) e morì per una polmonite l'8 marzo 2003, all'età di 93 anni. Fu cremata e le ceneri disperse nell'oceano.

## Filmografia

### Cinema
- I volti della verità (Thru Different Eyes), regia di John G. Blystone (1929) – non accreditata
- La modella (Inspiration), regia di Clarence Brown (1931)
- Volubilità (Strangers May Kiss), regia di George Fitzmaurice (1931)
- La piccola amica (Daybreak), regia di Jacques Feyder (1931)
- La voce del sangue (Never the Twain Shall Meet), regia di W. S. Van Dyke (1931)
- Laughing Sinners, regia di Harry Beaumont (1931)
- Lo sciopero delle mogli (Politics), regia di Charles Reisner (1931)
- High Stakes, regia di Lowell Sherman (1931)
- Il fallo di Madelon Claudet (The Sin of Madelon Claudet), regia di Edgar Selwyn (1931)
- La rumba dell'amore (The Cuban Love Song), regia di W.S. Van Dyke (1931)
- Mata Hari, regia di George Fitzmaurice (1931)
- Arsenio Lupin (Arsène Lupin), regia di Jack Conway (1932)
- Are You Listening?, regia di Harry Beaumont (1932)
- Scarface - Lo sfregiato (Scarface), regia di Howard Hawks (1932)
- Man About Town, regia di John Francis Dillon (1932)
- The Washington Masquerade, regia di Charles Brabin (1932)
- Downstairs, regia di Monta Bell (1932) – non accreditata
- The Phantom of Crestwood, regia di J. Walter Ruben (1932)
- La maschera di Fu Manchu (The Mask of Fu Manchu), regia di Charles Brabin e, non accreditato, Charles Vidor (1932)
- Carne (Flesh), regia (non accreditato) di John Ford (1932)
- Gabriel Over the White House, regia di Gregory La Cava (1933)
- Pranzo alle otto (Dinner at Eight), regia di George Cukor (1933)
- The Crime Doctor, regia di John S. Robertson (1934)
- Nostro pane quotidiano (Our Daily Bread), regia di King Vidor (1934)
- Straight Is the Way, regia di Paul Sloane (1934)
- Wednesday's Child, regia di John S. Robertson (1934)
- Black Fury, regia di Michael Curtiz (1935)
- $10 Raise, regia di George Marshall (1935)
- Missione sublime (The Healer), regia di Reginald Barker (1935)
- Thunder in the Night, regia di George Archainbaud (1935)
- La piccola ribelle (The Littlest Rebel), regia di David Butler (1935)
- Devil's Squadron, regia di Erle C. Kenton (1936)
- Il nemico amato (Beloved Enemy), regia di H.C. Potter (1936)
- Outcast, regia di Robert Florey (1937)
- The Girl from Scotland Yard, regia di Robert G. Vignola (1937)
- The Last Train from Madrid, regia di James P. Hogan (1937)
- On Such a Night, regia di Ewald André Dupont (1937)
- Kentucky, regia di David Butler (1938)
- Orgoglio e pregiudizio (Pride and Prejudice), regia di Robert Z. Leonard (1940)
- Jealousy, regia di Gustav Machatý (1945)
- The Unknown, regia di Henry Levin (1946)
- The Thirtheenth Hour, regia di William Clemens (1947)
- Il cerchio si chiude (Framed), regia di Richard Wallace (1947)
- Sansone e Dalila (Samson and Delilah), regia di Cecil B. DeMille (1949) – non accreditata
- M, regia di Joseph Losey (1951)
- Pistole infallibili (Born to the Saddle), regia di William Beaudine (1953)

### Televisione
- Kung Fu – serie TV, episodio 1x09 (1973)
- Kojak – serie TV, episodio 1x04 (1973)
- Pepper Anderson - Agente speciale (Police Woman) – serie TV, episodio 1x14 (1975)

## Doppiatrici italiane
- Rina Morelli in Il fallo di Madelon Claudet, Il cerchio si chiude
- Micaela Giustiniani in Orgoglio e pregiudizio (1º ridoppiaggio 1949)
- Lydia Alfonsi in Pranzo alle otto (ridoppiaggio 1951)
- Rita Savagnone in Scarface - Lo sfregiato (1º ridoppiaggio 1976)
- Vittoria Febbi in Mata Hari (2º ridoppiaggio 1983)